# Ozie Ware
Ozie Ware, geborene Ozie McPherson, (* 1903; † 1983) war eine US-amerikanische Sängerin (Sopran). Sie war vor allem in den Jahren 1920 bis 1929 im Bereich des Blues und Swing tätig. Sie nutzte auch die Pseudonyme Eva Woods, Jane Bartlett und Eliza Brown bzw. Liza Brown.

## Karriere
Ozie Ware, Frau des Entertainers Sonnie Ware († 1984), wurde unter dem Namen McPherson geboren. In den 1920er Jahren war sie als Bluessopranistin tätig, unter anderem bei dem Label Black Swan unter dem Pseudonym Jane Bartlett. Unter dem Namen McPherson nahm sie bei den Stonetone Records, später Sub-Label bei den Paramount Records, ebenfalls Platten auf. Als Vokalistin wirkte sie 1928/29 bei Aufnahmen des Duke Ellington Orchestra im Oktober 1928  mit („Oh Papa No!“ und „Diga Diga Doo“ im Duo mit Irving Mills). Im selben Monat nahm sie für Victor Records mit Duke Ellington in kleiner Besetzung auf („Santa Claus, Bring My Man Back to Me“, mit Arthur Whetsol, Barney Bigard, Billy Taylor, Sonny Greer). Bei „It's All Coming Home to You“ (Cameo 9039) und „He Just Don't Appeal to Me“ (Cameo 9042) wurde sie von der Ellington-Band (unter dem Alias-Namen Whoopee Makers) begleitet.
Unter dem Pseudonym Eliza Brown machte sie im September und Oktober 1929 acht Aufnahmen für Columbia Records in New York City, sechs davon Duette mit Ann Johnson, von denen zwei, „Get On Out of Here“ und „Let's Get it Straight“ in den Unterlagen von Columbia ursprünglich Coot und McPherson zugeschrieben wurden. Ware starb 1983.

## Diskographie(Auswahl)
| Titel                                   | Label     | Jahr |
| --------------------------------------- | --------- | ---- |
| Outside Of That                         | Paramount | 1925 |
| You Gotta Know How                      | Paramount | 1925 |
| Standing On The Corner                  | Paramount | 1926 |
| He's My Man - He's Your Man             | Paramount | 1926 |
| Down To The Bottom Where I Stay         | Paramount | 1926 |
| Nobody Rolls Their Jelly Roll Like Mine | Paramount | 1926 |
| I Want My Loving                        | Paramount | 1926 |
| I'm So Blue Since My Sweetie Went Away  | Paramount | 1926 |
| Santa Claus, Bring My Man Back          | Victor    | 1928 |
| I Done Caught You Blues                 | Victor    | 1928 |
| It's All Comin' Home To You             | Cameo     | 1929 |
| Hit Me In The Nose Blues                | Cameo     | 1929 |
| Stevedore Blues                         | Romeo     | 1929 |
| He Don't Just Appeal To Me              | Romeo     | 1929 |